# Le Pouget
Le Pouget (en occitan Lo Poget) est une commune française située dans le centre du département de l'Hérault, en région Occitanie.
Exposée à un climat méditerranéen, elle est drainée par l'Hérault, le ruisseau de Rouvièges, le ruisseau de Lussac et par un autre cours d'eau. La commune possède un patrimoine naturel remarquable composé de deux zones naturelles d'intérêt écologique, faunistique et floristique.
Le Pouget est une commune rurale qui compte 2 101 habitants en 2022, après avoir connu une forte hausse de la population depuis 1975. Elle fait partie de l'aire d'attraction de Montpellier. Ses habitants sont appelés les Pougétois et Pougétoises.

## Géographie
Le Pouget, située en hauteur, se prolonge aux côtes de deux vallées : celle d'Aumelas, et celle de Clermont-l'Hérault. Son centre se trouve à l'entrée de la circulade médiévale. Assez étendu, le centre commence dès la première entrée de la circulade jusqu'à l'école primaire. Une terre favorable à la monoculture de la vigne y est présente, constituée d'argile. Les accès aux villes sont contraignants, par la petite route d'Aumelas (où fréquemment des accidents se produisent) et la départementale gignacoise. Le fleuve l'Hérault est situé à 2 kilomètres à peine du centre par un accès facile.

### Communes limitrophes
Les communes limitrophes sont Canet, Plaissan, Popian, Pouzols, Puilacher, Saint-Bauzille-de-la-Sylve, Tressan et Vendémian.
| Pouzols | Popian    | Saint-Bauzille-de-la-Sylve |
| Canet   | du Pouget | Vendémian                  |
| Tressan | Puilacher | Plaissan                   |

### Climat
Pour des articles plus généraux, voir Climat de l'Occitanie et Climat de l'Hérault.
En 2010, le climat de la commune est de type climat méditerranéen franc, selon une étude s'appuyant sur une série de données couvrant la période 1971-2000. En 2020, Météo-France publie une typologie des climats de la France métropolitaine dans laquelle la commune est exposée à un climat méditerranéen et est dans la région climatique  Provence, Languedoc-Roussillon, caractérisée par une pluviométrie faible en été, un très bon ensoleillement (2 600 h/an), un été chaud (21,5 °C), un air très sec en été, sec en toutes saisons, des vents forts (fréquence de 40 à 50 % de vents > 5 m/s) et peu de brouillards.
Pour la période 1971-2000, la température annuelle moyenne est de 14,3 °C, avec une amplitude thermique annuelle de 16,2 °C. Le cumul annuel moyen de précipitations est de 744 mm, avec 6,4 jours de précipitations en janvier et 2,7 jours en juillet. Pour la période 1991-2020, la température moyenne annuelle observée sur la station météorologique la plus proche, située sur la commune de Saint-André-de-Sangonis à 7 km à vol d'oiseau, est de 15,5 °C et le cumul annuel moyen de précipitations est de 652,4 mm,. Pour l'avenir, les paramètres climatiques de la commune estimés pour 2050 selon différents scénarios d'émission de gaz à effet de serre sont consultables sur un site dédié publié par Météo-France en novembre 2022.

### Milieux naturels et biodiversité
L’inventaire des zones naturelles d'intérêt écologique, faunistique et floristique (ZNIEFF) a pour objectif de réaliser une couverture des zones les plus intéressantes sur le plan écologique, essentiellement dans la perspective d’améliorer la connaissance du patrimoine naturel national et de fournir aux différents décideurs un outil d’aide à la prise en compte de l’environnement dans l’aménagement du territoire.
Une ZNIEFF de type 1 est recensée sur la commune :
la « rivière de l'Hérault de Gignac à Canet » (317 ha), couvrant 8 communes du département et une ZNIEFF de type 2, : 
le « cours moyen de l'Hérault et de la Lergue » (976 ha), couvrant 22 communes du département.

Carte des ZNIEFF de type 1 et 2 au Pouget.
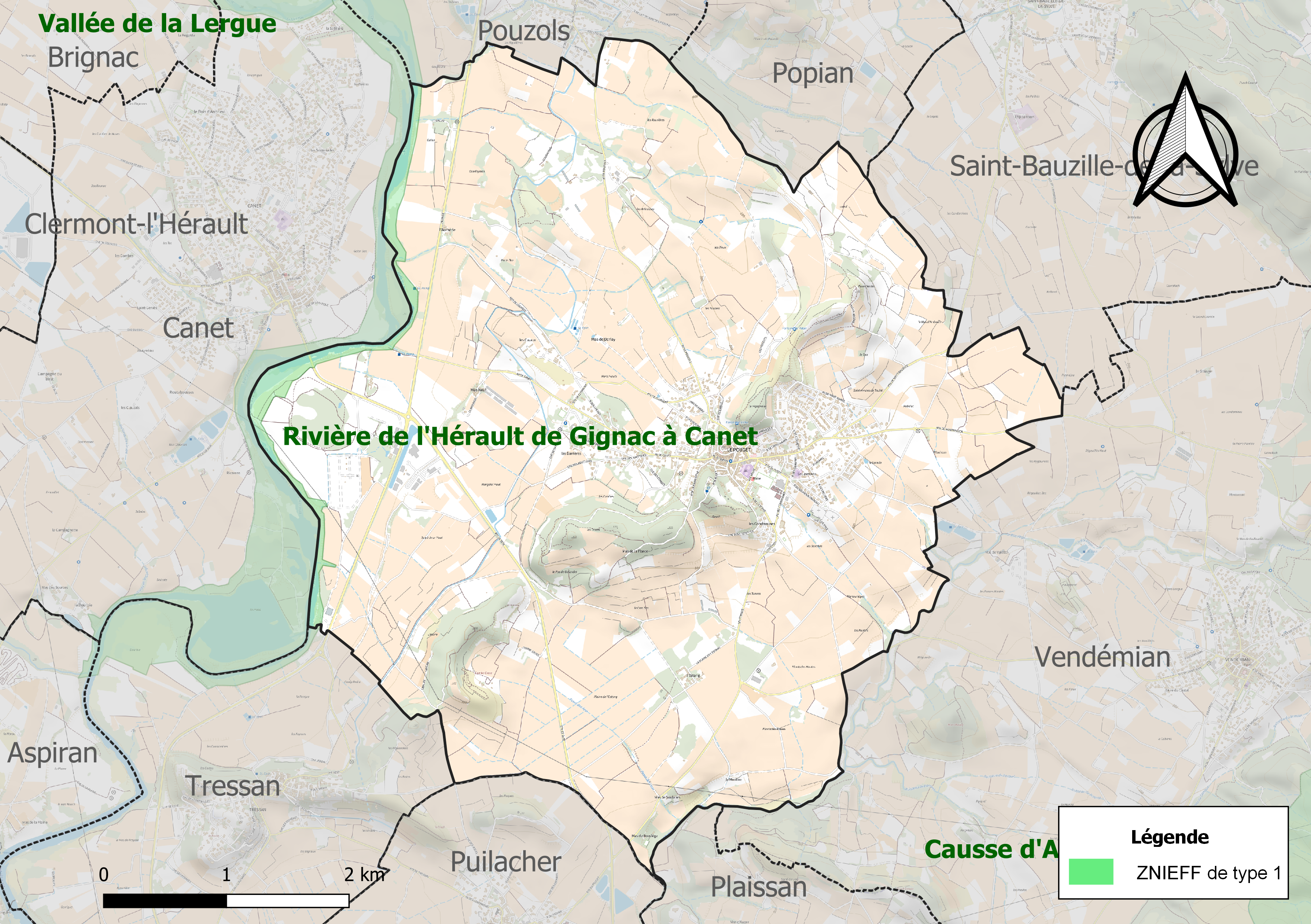
Carte de la ZNIEFF de type 1 sur la commune.
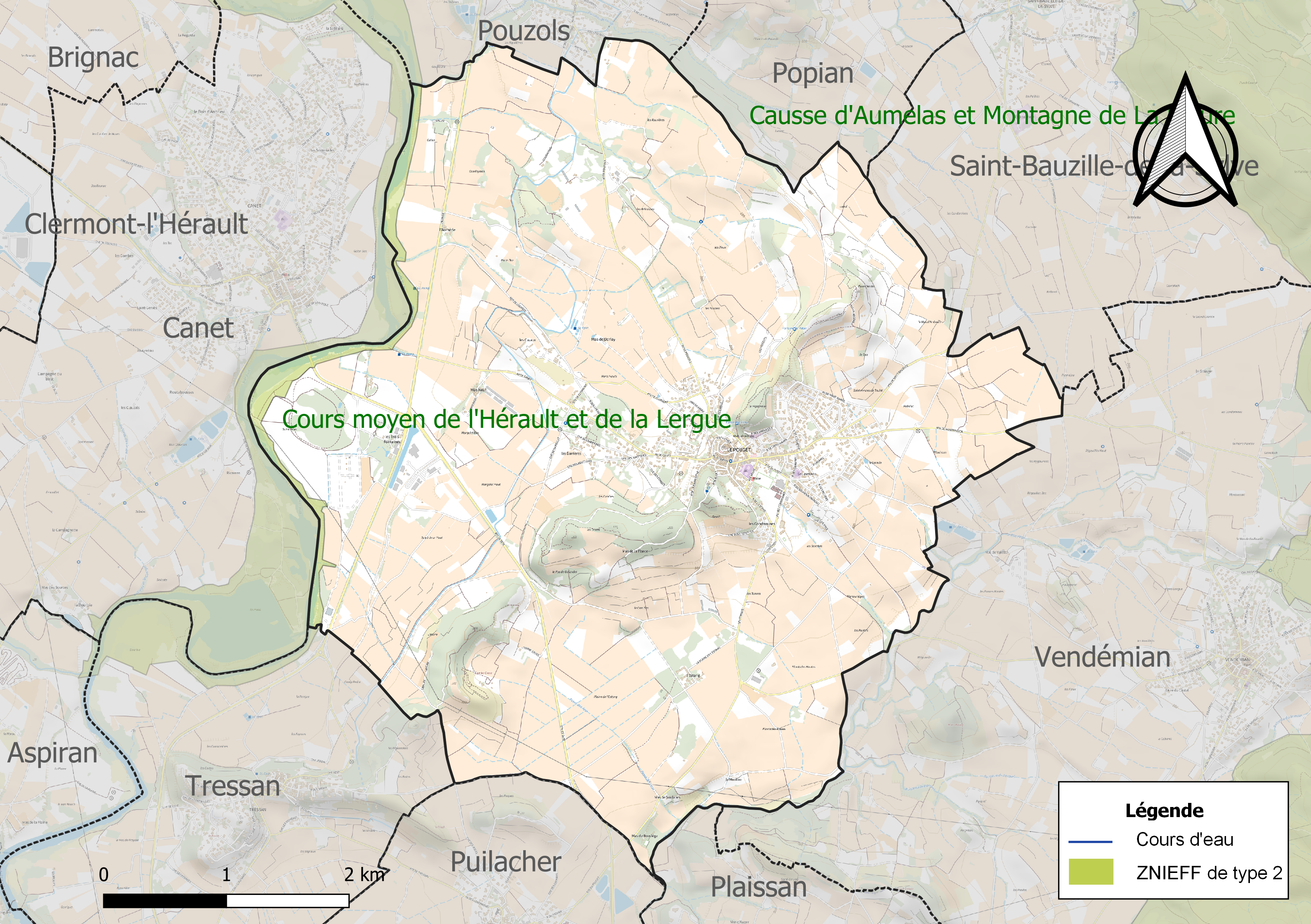
Carte de la ZNIEFF de type 2 sur la commune.

## Urbanisme

### Typologie
Au 1er janvier 2024, Le Pouget est catégorisée bourg rural, selon la nouvelle grille communale de densité à sept niveaux définie par l'Insee en 2022.
Elle appartient à l'unité urbaine de Le Pouget, une unité urbaine monocommunale constituant une ville isolée,. Par ailleurs la commune fait partie de l'aire d'attraction de Montpellier, dont elle est une commune de la couronne,. Cette aire, qui regroupe 161 communes, est catégorisée dans les aires de 700 000 habitants ou plus (hors Paris),.

### Occupation des sols
L'occupation des sols de la commune, telle qu'elle ressort de la base de données européenne d’occupation biophysique des sols Corine Land Cover (CLC), est marquée par l'importance des territoires agricoles (88,6 % en 2018), en diminution par rapport à 1990 (90,4 %). La répartition détaillée en 2018 est la suivante : 
cultures permanentes (74,1 %), zones agricoles hétérogènes (14,4 %), zones urbanisées (7,1 %), milieux à végétation arbustive et/ou herbacée (3,7 %), espaces ouverts, sans ou avec peu de végétation (0,7 %). L'évolution de l’occupation des sols de la commune et de ses infrastructures peut être observée sur les différentes représentations cartographiques du territoire : la carte de Cassini (XVIIIe siècle), la carte d'état-major (1820-1866) et les cartes ou photos aériennes de l'IGN pour la période actuelle (1950 à aujourd'hui).

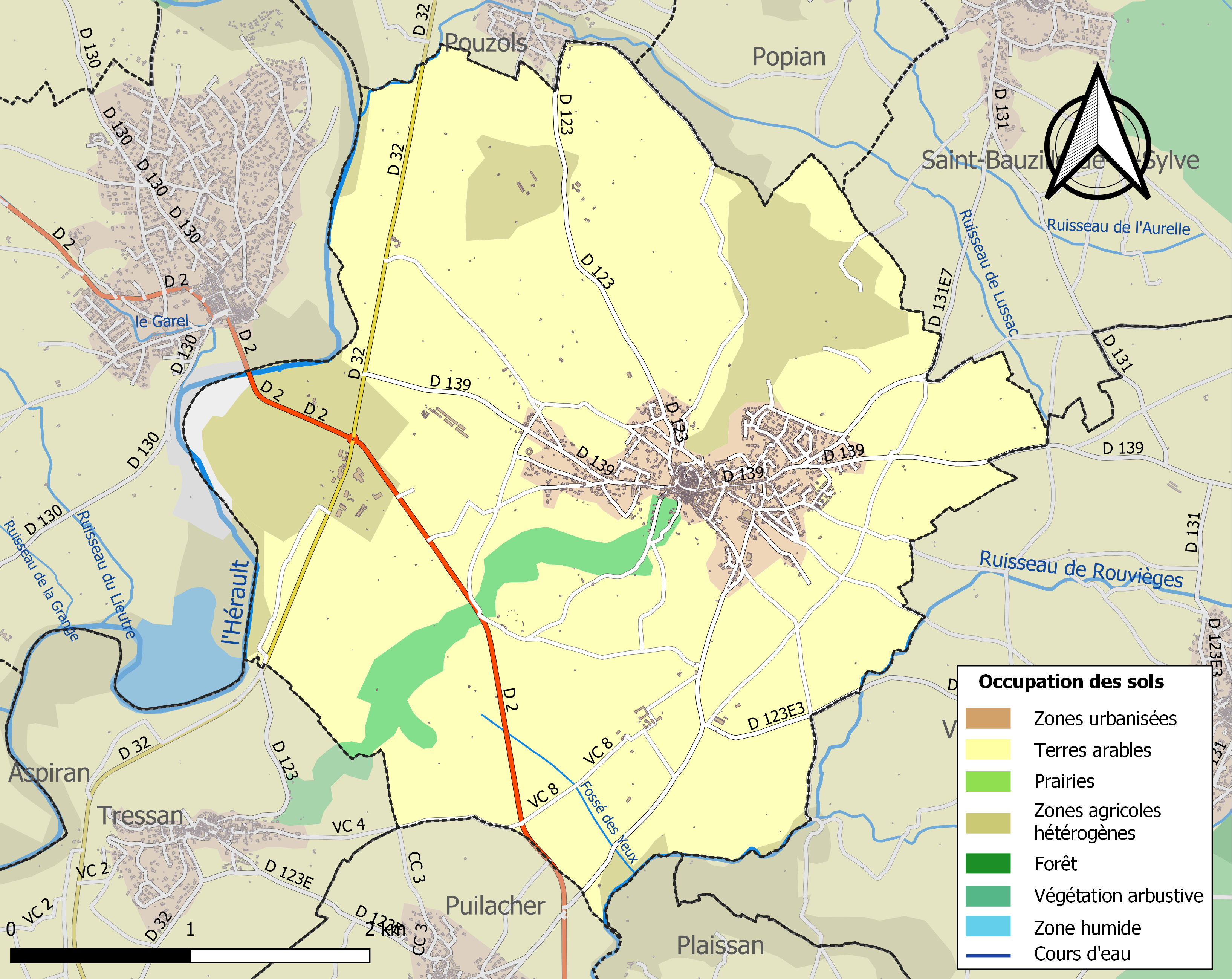
Carte des infrastructures et de l'occupation des sols de la commune en 2018 (CLC).

### Risques majeurs
Le territoire de la commune du Pouget est vulnérable à différents aléas naturels : météorologiques (tempête, orage, neige, grand froid, canicule ou sécheresse), inondations et séisme (sismicité faible). Il est également exposé à deux risques technologiques,  le transport de matières dangereuses et la rupture d'un barrage. Un site publié par le BRGM permet d'évaluer simplement et rapidement les risques d'un bien localisé soit par son adresse soit par le numéro de sa parcelle.

#### Risques naturels
Certaines parties du territoire communal sont susceptibles d’être affectées par le risque d’inondation par débordement de cours d'eau, notamment l'Hérault et le ruisseau de Rouvièges. La commune a été reconnue en état de catastrophe naturelle au titre des dommages causés par les inondations et coulées de boue survenues en 1982, 1994, 1997, 2002, 2003, 2014 et 2019,.
Le Pouget est exposée au risque de feu de forêt du fait de la présence sur son territoire. Un plan départemental de protection des forêts contre les incendies (PDPFCI) a été approuvé en juin 2013 et court jusqu'en 2022, où il doit être renouvelé. Les mesures individuelles de prévention contre les incendies sont précisées par deux arrêtés préfectoraux et s’appliquent dans les zones exposées aux incendies de forêt et à moins de 200 mètres de celles-ci. L’arrêté du 25 avril 2002 réglemente l'emploi du feu en interdisant notamment d’apporter du feu, de fumer et de jeter des mégots de cigarette dans les espaces sensibles et sur les voies qui les traversent sous peine de sanctions. L'arrêté du 11 mars 2013 rend le débroussaillement obligatoire, incombant au propriétaire ou ayant droit,.

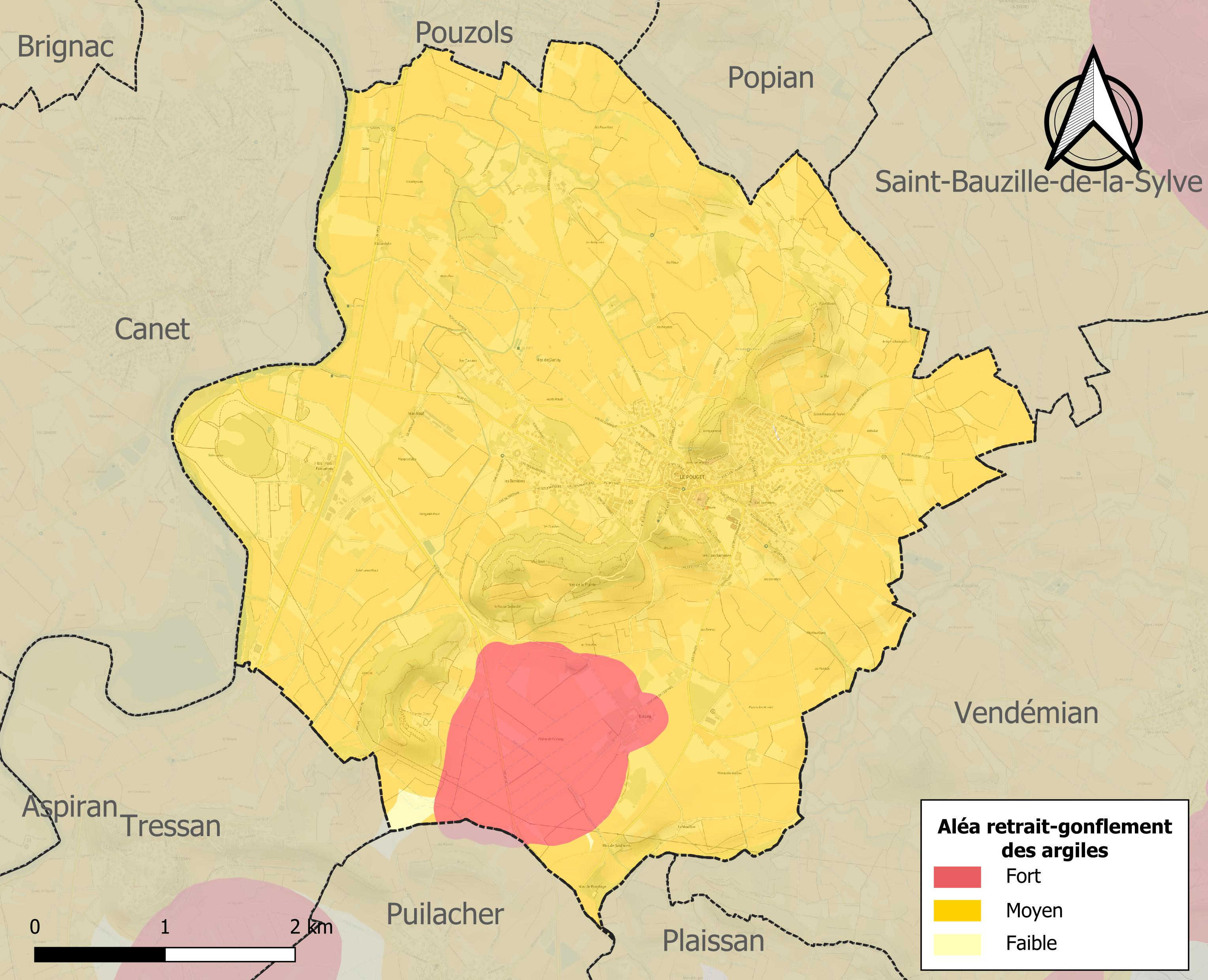
Carte des zones d'aléa retrait-gonflement des sols argileux du Pouget.

Le retrait-gonflement des sols argileux est susceptible d'engendrer des dommages importants aux bâtiments en cas d’alternance de périodes de sécheresse et de pluie. 99,7 % de la superficie communale est en aléa moyen ou fort (59,3 % au niveau départemental et 48,5 % au niveau national). Sur les 894 bâtiments dénombrés sur la commune en 2019, 893 sont en aléa moyen ou fort, soit 100 %, à comparer aux 85 % au niveau départemental et 54 % au niveau national. Une cartographie de l'exposition du territoire national au retrait gonflement des sols argileux est disponible sur le site du BRGM,.
Par ailleurs, afin de mieux appréhender le risque d’affaissement de terrain, l'inventaire national des cavités souterraines permet de localiser celles situées sur la commune.

#### Risques technologiques
Le risque de transport de matières dangereuses sur la commune est lié à sa traversée par des infrastructures routières ou ferroviaires importantes ou la présence d'une canalisation de transport d'hydrocarbures. Un accident se produisant sur de telles infrastructures est susceptible d’avoir des effets graves sur les biens, les personnes ou l'environnement, selon la nature du matériau transporté. Des dispositions d’urbanisme peuvent être préconisées en conséquence.
La commune est en outre située en aval du Barrage du Salagou, un ouvrage de classe A sur le Salagou, mis en service en 1968 et disposant d'une retenue de 102 millions de mètres cubes. À ce titre elle est susceptible d’être touchée par l’onde de submersion consécutive à la rupture de cet ouvrage.

## Toponymie
La commune a été connue sous les variantes : ecclesiam S. Albani que vocant Pojet (990), in Poieto (vers 1005), lo castel del Pojet (1059), castro de Pojeto (1114), del Pouget (1529), etc.
Le nom Pouget dérive de l'occitan pojet = petite colline.

## Histoire
La commune possède l'une des plus belles allées couvertes du département, monument funéraire préhistorique construit par les néolithiques (en photo).
Village connu pour sa circulade du Moyen Âge qui accueillit en son temps le roi Louis XIV. 
Largement liée à la seigneurie d'Aumelas, Alphonse Delouvrier liste dans son Histoire de la vicomté d'Aumelas et de la baronnie du Pouget les différents seigneurs du lieu :   
| Seigneur                 | Maison                 | Dates                 | Notes                                                                                                 |
| ------------------------ | ---------------------- | --------------------- | --- |
| Guilhem V de Montpellier | Montpellier            | vers 1068 - 1122      | |
| Guilhem d'Aumelas        | Montpellier            | vers 1085 - 1156      | fils cadet du précédent                                                                               |
| Raimbaut d'Orange        | Montpellier            | vers 1140 - 1173      | fils du précédent                                                                                     |
| Raymond-Aton             | Montpellier            |                       | neveu du précédent                                                                                    |
| Guilhem VIII             | Montpellier            | 1157 - 1202           | rachète Aumelas et ses dépendances aux filles de Raymond-Aton                                         |
| Guilhem IX               | Montpellier            | vers 1190 - vers1204  | fils du précédent                                                                                     |
| Marie                    | Montpellier            | vers 1182 - 1213      | fille de Guilhem VIII et épouse de Pierre II (roi d'Aragon)                                           |
| Jacques Ier              | Barcelonne             | 1208 -1276            | fils de la précédente, roi d'Aragon                                                                   |
| Jacques II               | Barcelonne             | 1243 - 1311           | fils cadet du précédent, roi de Majorque                                                              |
| Sanche                   | Barcelonne             | 1276 - 1324           | fils cadet du précédent, roi de Majorque                                                              |
| Jacques III              | Barcelonne             | 1315 - 1349           | neveu du précédent, roi de Majorque                                                                   |
| Arnaud II                | Roquefeuil-Anduze      | vers 1297 - vers 1366 | se voit céder la baronnie en 1349 suite à l'assassiat de son fils Bernard par Jacques III de Majorque |
| Arnaud III               | Roquefeuil-Anduze      |                       | fils du précédent                                                                                     |
| Jean                     | Roquefeuil Blanquefort |                       | épouse Catherine, héritière d'Arnaud III                                                              |
| Antoine Ier              | Roquefeuil Blanquefort |                       | fils du précédent                                                                                     |
| Jean II                  | Roquefeuil Blanquefort |                       | fils du précédent                                                                                     |
| Bérenger                 | Roquefeuil Blanquefort | 1448 - 1530           | fils du précédent                                                                                     |
| Charles                  | Roquefeuil Blanquefort |                       | fils du précédent                                                                                     |
| Antoine II               | Roquefeuil Blanquefort |                       | fils du précédent                                                                                     |
| Antoine III              | Roquefeuil Blanquefort |                       | cède la baronnie en 1618 à Paul de La Cassaigne                                                       |

## Politique et administration

### Tendances politiques et résultats
| Scrutin             | Scrutin             | 1er tour | 1er tour    | 1er tour | 1er tour | 1er tour  | 1er tour | 1er tour | 1er tour   | 1er tour | 1er tour | 1er tour   | 1er tour | 2d tour | 2d tour | 2d tour | 2d tour | 2d tour | 2d tour |
| Scrutin             | Scrutin             | 1er      | 1er         | %        | 2e       | 2e        | %        | 3e       | 3e         | %        | 4e       | 4e         | %        | 1er     | 1er     | %       | 2e      | 2e      | %       |
| ------------------- | ------------------- | -------- | ----------- | -------- | -------- | --------- | -------- | -------- | ---------- | -------- | -------- | ---------- | -------- | ------- | ------- | ------- | ------- | ------- | ------- |
| Présidentielle 2017 | Présidentielle 2017 |          | LFI         | 28,46    |          | FN        | 26,38    |          | EM         | 16,87    |          | LR         | 13,43    |         | EM      | 56,37   |         | FN      | 43,63   |
| Présidentielle 2022 | Présidentielle 2022 |          | LFI         | 26,64    |          | RN        | 26,07    |          | LREM       | 18,03    |          | REC        | 8,93     |         | RN      | 53,09   |         | LREM    | 46,91   |
| Législatives 2022   | 4e                  |          | LFI (NUPES) | 31,87    |          | RN        | 23,32    |          | LREM (ENS) | 17,23    |          | PS (diss.) | 9,46     |         | LFI     | 53,54   |         | RN      | 46,46   |
| Législatives 2024   | 4e                  |          | RN          | 43,64    |          | LFI (NFP) | 34,13    |          | HOR (ENS)  | 18,94    |          | REC        | 2,29     |         | RN      | 50,05   |         | LFI     | 49,95   |

### Liste des maires
| Période | Période  | Identité                 | Étiquette | Qualité |
| ------- | -------- | ------------------------ | --------- | --- |
| 1790    | 1791     | Antoine Bonniol          |           | |
| 1791    | 1792     | Joseph Darlay            |           | |
| 1792    | 1795     | Mathieu Fournet          |           | Benoît aîné fin 95 |
| 1795    | 1799     | Pierre Darlay            |           | Agent municipal |
| 1799    | 1802     | Jean Fournier            |           | |
| 1802    | 1803     | Etienne Azèma            |           | |
| 1804    | 1815     | Jean-Louis Daudé d'Alzon |           | |
| 1815    | 1816     | Darlay                   |           | Pendant les 100 jours - Darlay aîné |
| 1816    | 1819     | Pierre Fournier          |           | |
| 1819    | 1828     | Jean-Louis Daudé d'Alzon |           | |
| 1828    | 1830     | Amans de Boussuges       |           | |
| 1830    | 1840     | Pierre Bouys             |           | |
| 1840    | 1843     | Pierre Fournier          |           | Capitaine de réserve |
| 1843    | 1848     | Jacques Bourrely         |           | |
| 1848    | 1850     | Jacques Guieysse         |           | |
| 1850    | 1852     | Pierre Bouys             |           | |
| 1852    | 1857     | Louis Pégurier           |           | Capitaine de réserve |
| 1857    | 1861     | Emile Gazagne            |           | |
| 1861    | 1865     | Adolphe Darlay           |           | |
| 1865    | 1874     | Gustave Fournier         |           | Médecin |
| 1874    | 1875     | Gustave Pasquier         |           | |
| 1875    | 1876     | Ernest Bonniol           |           | |
| 1876    | 1877     | Gustave Fournier         |           | Médecin |
| 1877    | 1877     | Jules Bonnafé            |           | |
| 1877    | 1885     | Gustave Fournier         |           | Médecin |
| 1885    | 1892     | Jacques Bertrand         |           | |
| 1892    | 1896     | Jules Guieysse           |           | |
| 1896    | 1898     | Auguste Bernard          |           | |
| 1898    | 1900     | Fernand Soubeyran        |           | |
| 1900    | 1908     | Jules Guieysse           |           | |
| 1908    | 1912     | Théophile Darlay         |           | |
| 1912    | 1925     | Julien Maurel            |           | |
| 1925    | 1938     | Gaston Barral            |           | |
| 1938    | 1941     | Pierre Darlay            |           | |
| 1941    | 1944     | J. Darlay                |           | Médecin militaire et Président de la Commission spéciale |
| 1944    | 1945     | Paul Alazard             |           | Président du Comité de Libération |
| 1945    | 1947     | Elie Salvan              |           | |
| 1947    | 1953     | Pierre Cabanes           |           | |
| 1953    | 1965     | Jean Péridier            |           | Sénateur de l'Hérault |
| 1965    | 1977     | André Hermet             |           | |
| 1977    | 2020     | Louis Villaret           | DVG       | Retraité de l'enseignement Président de la communauté de communes Vallée de l'Hérault Conseiller général puis départemental du canton de Gignac (1982-2017) Ancien vice-président du conseil général de l'Hérault |
| 2020    | En cours | Thibaut Barral           | SE        | |

## Démographie
L'évolution du nombre d'habitants est connue à travers les recensements de la population effectués dans la commune depuis 1793. Pour les communes de moins de 10 000 habitants, une enquête de recensement portant sur toute la population est réalisée tous les cinq ans, les populations de référence des années intermédiaires étant quant à elles estimées par interpolation ou extrapolation. Pour la commune, le premier recensement exhaustif entrant dans le cadre du nouveau dispositif a été réalisé en 2005.

En 2022, la commune comptait 2 101 habitants, en évolution de +3,14 % par rapport à 2016 (Hérault : +7,49 %, France hors Mayotte : +2,11 %).
| 1793 | 1800 | 1806  | 1821  | 1831  | 1836 | 1841 | 1846 | 1851 |
| ---- | ---- | ----- | ----- | ----- | ---- | ---- | ---- | ---- |
| 903  | 970  | 1 008 | 1 075 | 1 001 | 955  | 965  | 979  | 957  |

| 1856 | 1861 | 1866  | 1872  | 1876  | 1881 | 1886 | 1891  | 1896  |
| ---- | ---- | ----- | ----- | ----- | ---- | ---- | ----- | ----- |
| 958  | 987  | 1 014 | 1 077 | 1 097 | 861  | 837  | 1 005 | 1 104 |

| 1901  | 1906  | 1911  | 1921  | 1926  | 1931  | 1936  | 1946  | 1954  |
| ----- | ----- | ----- | ----- | ----- | ----- | ----- | ----- | ----- |
| 1 203 | 1 133 | 1 146 | 1 186 | 1 252 | 1 311 | 1 252 | 1 153 | 1 116 |

| 1962  | 1968  | 1975 | 1982 | 1990  | 1999  | 2005  | 2006  | 2010  |
| ----- | ----- | ---- | ---- | ----- | ----- | ----- | ----- | ----- |
| 1 119 | 1 077 | 934  | 987  | 1 103 | 1 347 | 1 728 | 1 744 | 1 819 |

| 2015  | 2020  | 2022  | - | - | - | - | - | - |
| ----- | ----- | ----- | - | - | - | - | - | - |
| 2 007 | 2 096 | 2 101 | - | - | - | - | - | - |

## Économie

### Revenus
En 2018, la commune compte 857 ménages fiscaux, regroupant 2 021 personnes. La médiane du revenu disponible par unité de consommation est de 20 390 € (20 330 € dans le département). 40 % des ménages fiscaux sont imposés (45,8 % dans le département).

### Emploi
|                | 2008   | 2013   | 2018  |
| -------------- | ------ | ------ | ----- |
| Commune        | 8,9 %  | 10,6 % | 9,1 % |
| Département    | 10,1 % | 11,9 % | 12 %  |
| France entière | 8,3 %  | 10 %   | 10 %  |

En 2018, la population âgée de 15 à 64 ans s'élève à 1 251 personnes, parmi lesquelles on compte 79,7 % d'actifs (70,7 % ayant un emploi et 9,1 % de chômeurs) et 20,3 % d'inactifs,. En 2018, le taux de chômage communal (au sens du recensement) des 15-64 ans est inférieur à celui de la France et du département, alors qu'en 2008 il était supérieur à celui de la France.
La commune fait partie de la couronne de l'aire d'attraction de Montpellier, du fait qu'au moins 15 % des actifs travaillent dans le pôle,. Elle compte 401 emplois en 2018, contre 403 en 2013 et 338 en 2008. Le nombre d'actifs ayant un emploi résidant dans la commune est de 901, soit un indicateur de concentration d'emploi de 44,5 % et un taux d'activité parmi les 15 ans ou plus de 60,6 %.
Sur ces 901 actifs de 15 ans ou plus ayant un emploi, 192 travaillent dans la commune, soit 21 % des habitants. Pour se rendre au travail, 85,9 % des habitants utilisent un véhicule personnel ou de fonction à quatre roues, 2,7 % les transports en commun, 6 % s'y rendent en deux-roues, à vélo ou à pied et 5,3 % n'ont pas besoin de transport (travail au domicile).

### Activités hors agriculture
181 établissements sont implantés  au Pouget au 31 décembre 2019. Le tableau ci-dessous en détaille le nombre par secteur d'activité et compare les ratios avec ceux du département,.
| Secteur d'activité                                                                                        | Commune | Commune | Département |
| Secteur d'activité                                                                                        | Nombre  | %       | %           |
| --- | ------- | ------- | ----------- |
| Ensemble                                                                                                  | 181     | 100 %   | (100 %)     |
| Industrie manufacturière, industries extractives et autres                                                | 8       | 4,4 %   | (6,7 %)     |
| Construction                                                                                              | 31      | 17,1 %  | (14,1 %)    |
| Commerce de gros et de détail, transports, hébergement et restauration                                    | 44      | 24,3 %  | (28 %)      |
| Information et communication                                                                              | 3       | 1,7 %   | (3,3 %)     |
| Activités financières et d'assurance                                                                      | 2       | 1,1 %   | (3,2 %)     |
| Activités immobilières                                                                                    | 5       | 2,8 %   | (5,3 %)     |
| Activités spécialisées, scientifiques et techniques et activités de services administratifs et de soutien | 30      | 16,6 %  | (17,1 %)    |
| Administration publique, enseignement, santé humaine et action sociale                                    | 36      | 19,9 %  | (14,2 %)    |
| Autres activités de services                                                                              | 22      | 12,2 %  | (8,1 %)     |

Le secteur du commerce de gros et de détail, des transports, de l'hébergement et de la restauration est prépondérant sur la commune puisqu'il représente 24,3 % du nombre total d'établissements de la commune (44 sur les 181 entreprises implantées au Pouget), contre 28 % au niveau départemental.

### Agriculture
La commune est dans la « Plaine viticole », une petite région agricole occupant la bande côtière du département de l'Hérault. En 2020, l'orientation technico-économique de l'agriculture  sur la commune est la viticulture.
|               | 1988 | 2000 | 2010 | 2020 |
| ------------- | ---- | ---- | ---- | ---- |
| Exploitations | 131  | 105  | 88   | 74   |
| SAU (ha)      | 691  | 711  | 661  | 530  |

Le nombre d'exploitations agricoles en activité et ayant leur siège dans la commune est passé de 131 lors du recensement agricole de 1988  à 105 en 2000 puis à 88 en 2010 et enfin à 74 en 2020, soit une baisse de 44 % en 32 ans. Le même mouvement est observé à l'échelle du département qui a perdu pendant cette période 67 % de ses exploitations,. La surface agricole utilisée sur la commune a également diminué, passant de 691 ha en 1988 à 530 ha en 2020. Parallèlement la surface agricole utilisée moyenne par exploitation a augmenté, passant de 5 à 7 ha.

## Culture locale et patrimoine

### Lieux et monuments
- Dolmen de Gallardet (photo)[34]
- Église Saint-Jacques du Pouget. De style roman (actuellement chapelle des pénitents blancs) (XIIe siècle-XIVe siècle)[35]. L'édifice a été inscrit au titre des monuments historiques en 1954[36]. Devenue église paroissiale après l'abandon de Saint Saturnin de Laumède, avant le déplacement de la paroisse à Sainte Catherine.
- Église Sainte-Catherine-d'Alexandrie du Pouget. De style gothique (actuelle église paroissiale), dont la construction s'étend du XIIIe siècle au XIXe siècle[37]. L'édifice a été inscrit au titre des monuments historiques en 1987[38].
- Chapelle Saint Saturnin de Laumède : ancienne chapelle en ruine, propriété privée, située au lieu-dit de Laumède sur la route de Gignac. Il s'agit du premier lieu de culte du Pouget, construite avant le XIIe siècle par des moines. Elle fut abandonnée vers 1600[39].

- La fontaine de Saint-Amant[40]
- La « Circulade »
- Château de l'Estang (propriété privée).

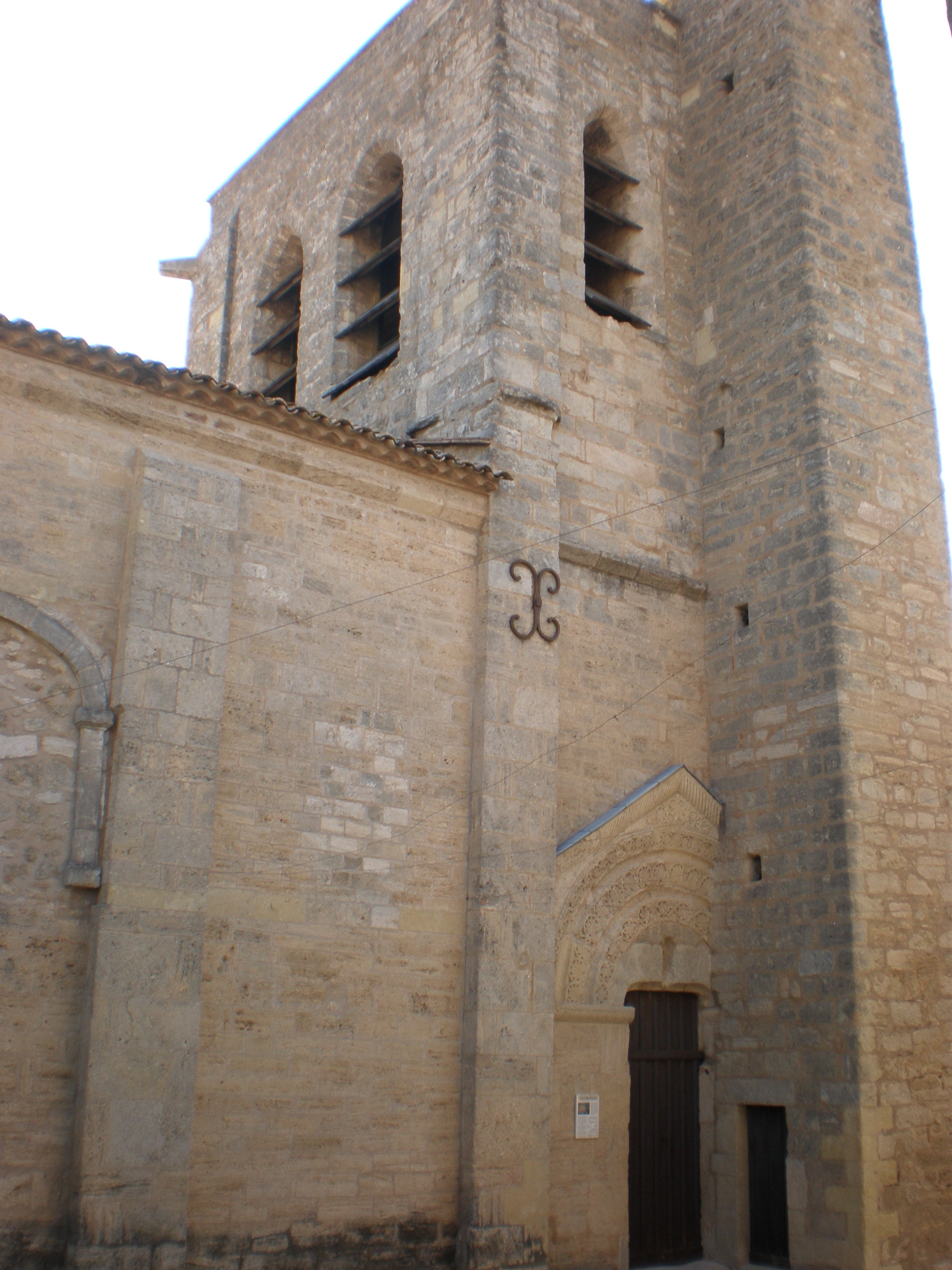
Église Saint-Jacques.
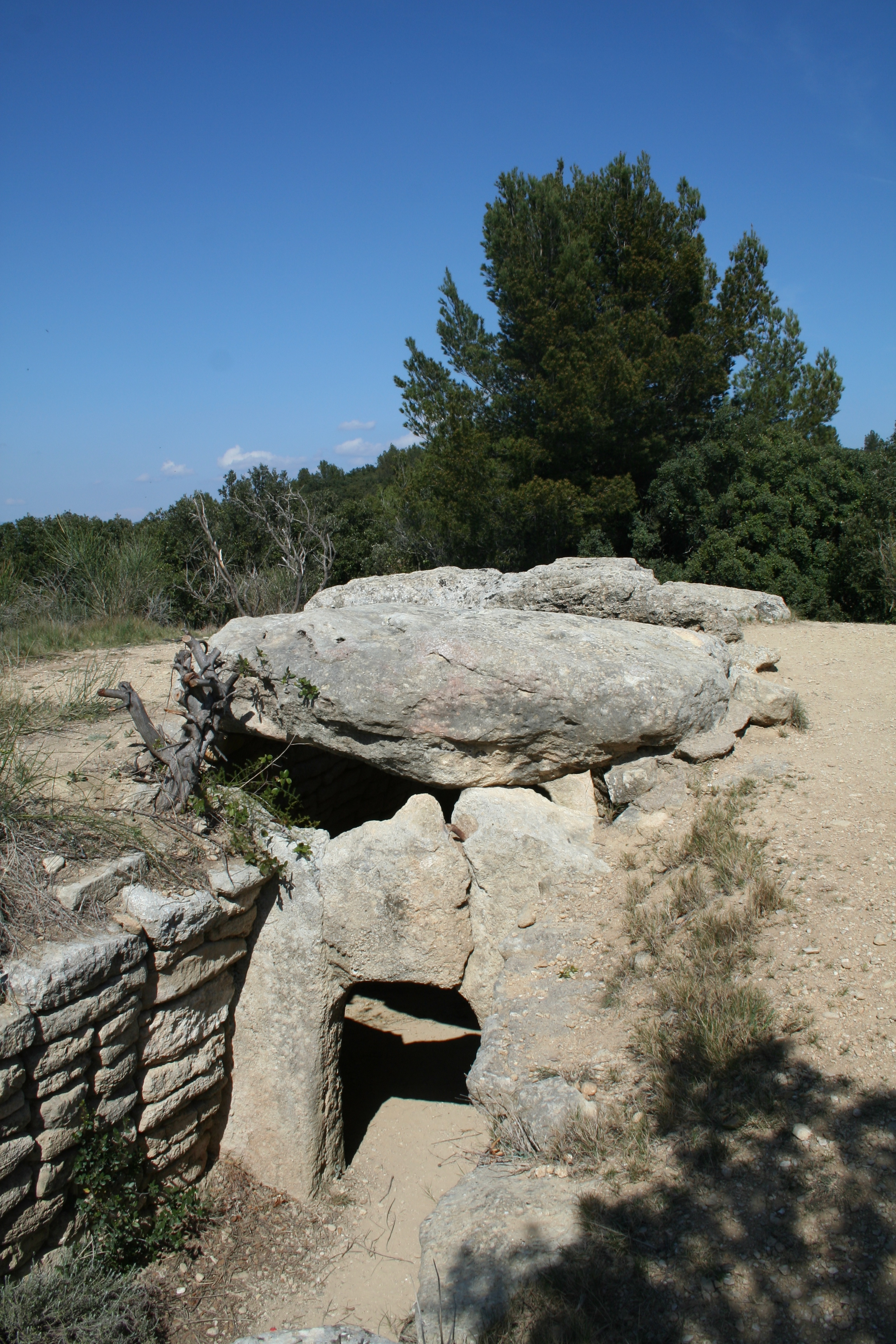
Entrée du dolmen.
Plan du groupe scolaire et de la mairie, 1927.

### Personnalités liées à la commune
- Chantal Garrigues, née au Pouget, actrice française.
- Arnaud Bernard du Pouget (né au Pouget, † 1368), cardinal.
- Bernard Serin (né en 1950 au Pouget), PDG de Cockerill et président du Football Club de Metz
- René Vaïsse (1901-1977), enseignant et résistant français pendant la Seconde Guerre mondiale, y est né.

### Héraldique
|  | Les armoiries du Pouget se blasonnent ainsi : De vair au sautoir losangé d'or et de sinople. |

### Cinéma
L'intrigue du film Chien de la casse se passe majoritairement dans le centre du Pouget où les trois personnages principaux résident. Le film a été tourné dans la commune en novembre et décembre 2021.